# Evelyn Knight
Evelyn Dawn Knight (Watford, 5 de novembro de 1942), também conhecida como Sydney Posser e Lady Edith Greensly, é uma socialite norte-americana conhecida pelo envolvimento na operação Abscam, que levou à condenação de sete membros do Congresso dos Estados Unidos, no final da década de 1970 e no início da década de 1980. A sua história foi retratada no filme American Hustle (2013), no qual foi interpretada por Amy Adams.